# Ludwig Yorck von Wartenburg

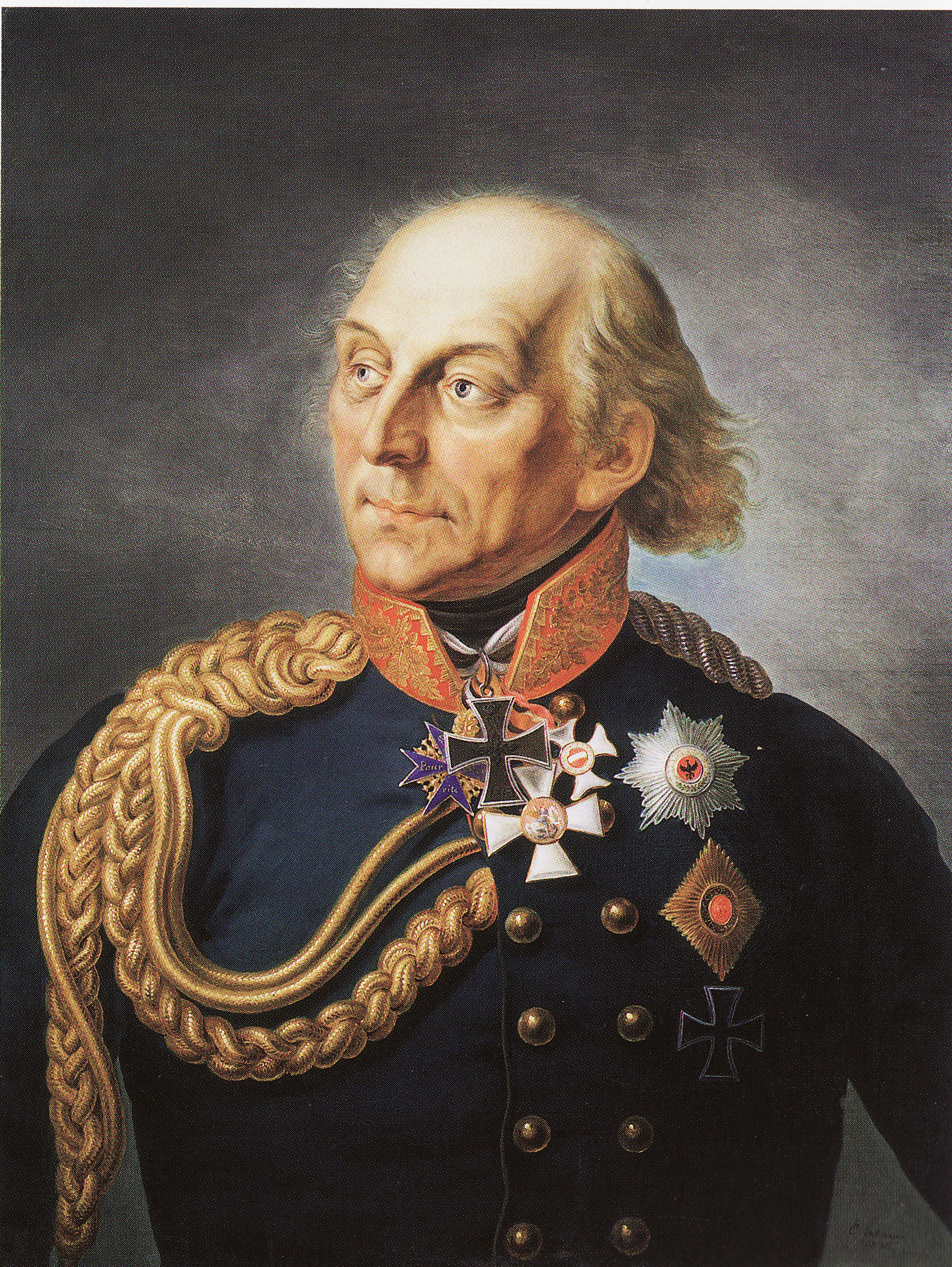
Generalfeldmarschall
Ludwig Yorck von Wartenburg

Johann David Ludwig Graf Yorck von Wartenburg (Potsdam, 26 de Setembro de 1759 — Oleśnica Mała, 4 de Outubro de 1830) foi um marechal-de-campo prussiano.
Yorck ingressou no Exército Prussiano em 1772, participou da Batalha de Jena, venceu o Exército Napoleônico em Wartenburgo e foi dos comandantes do exército do marechal Blücher na Batalha das Nações.

## Honrarias
- Pour le Mérite
- Grã-Cruz de Ferro